# NGC 7468
NGC 7468 ist eine elliptische Galaxie vom Hubble-Typ E3 pec im Sternbild Pegasus am Nordsternhimmel. Sie ist schätzungsweise 101 Millionen Lichtjahre von der Milchstraße entfernt.
Das Objekt wurde am 15. Oktober 1784 von William Herschel entdeckt.